# دانشگاه اروپایی
دانشگاه اروپایی (EU) یک مدرسه عالی بازرگانی با چند دانشکده است که پایگاه‌های مرکزی آن در سوئیس واقع شده‌است. دانشکده‌های این
دانشگاه در سوئیس (ژنو و مونترو)، اسپانیا (بارسلونا) و آلمان (مونیخ) دایر بوده و تاسیسات اجرایی آن نیز در یورنِ سوئیس فعال است.

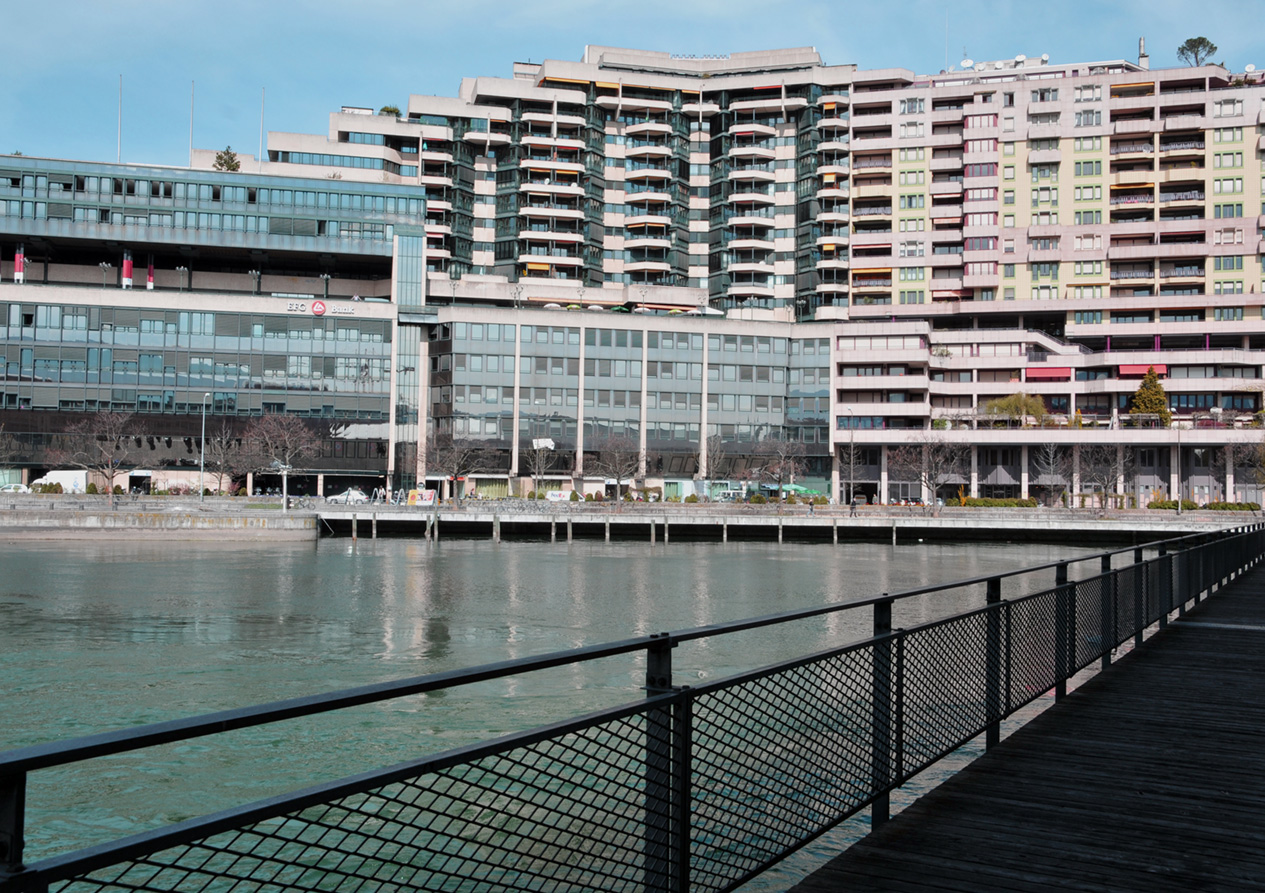
European University Geneva

## تاریخچه
دانشگاه اروپایی در سال ۱۹۷۳ به وسیله خاویر نیبردینگ (Xavier Nieberding) در آنتورپ و در سال ۱۹۸۲ به وسیله دومینیک ژوزو (Dominique Jozeau) در بروکسل راه‌اندازی شد. دکتر دِرک کرن (Dr. Dirk Craen) رئیس کنونی و مسئول روابط بین‌الملل. مدیریت بازرگانی و کارآفرینی سازمان یونسکو است. کرن پس از عضویت به عنوان استاد مهمان در سال ۱۹۷۷، در سال ۱۹۸۵ در دانشکده مونترو به درجه پروفسوری و سپس رئیس دانشکده و در سال ۱۹۹۸ به ریاست دانشگاه ارتقا یافت. کرن از طرف دانشگاه اقتصاد روستو استیت (RSUE) در سال ۲۰۱۲ به دریافت مقام استادی افتخاری و در سال ۲۰۱۴ به نشان افتخار ملی بلژیک به نام Order of the Crown نایل شد. دکتر کرن همچنین یکی از اعضای انجمن بین‌المللی رؤسای دانشگاه نیز هست.

## دوره‌های آموزشی
دانشگاه اروپایی دوره‌های آموزش بازرگانی خود را به زبان انگلیسی ارائه می‌کند. این دوره‌ها در سطوح گوناگون از جمله کارشناسی، کارشناسی ارشد و دکتری در رشته مدیریت بازرگانی (BBA، MBA و DBA) ارائه می‌گردد.

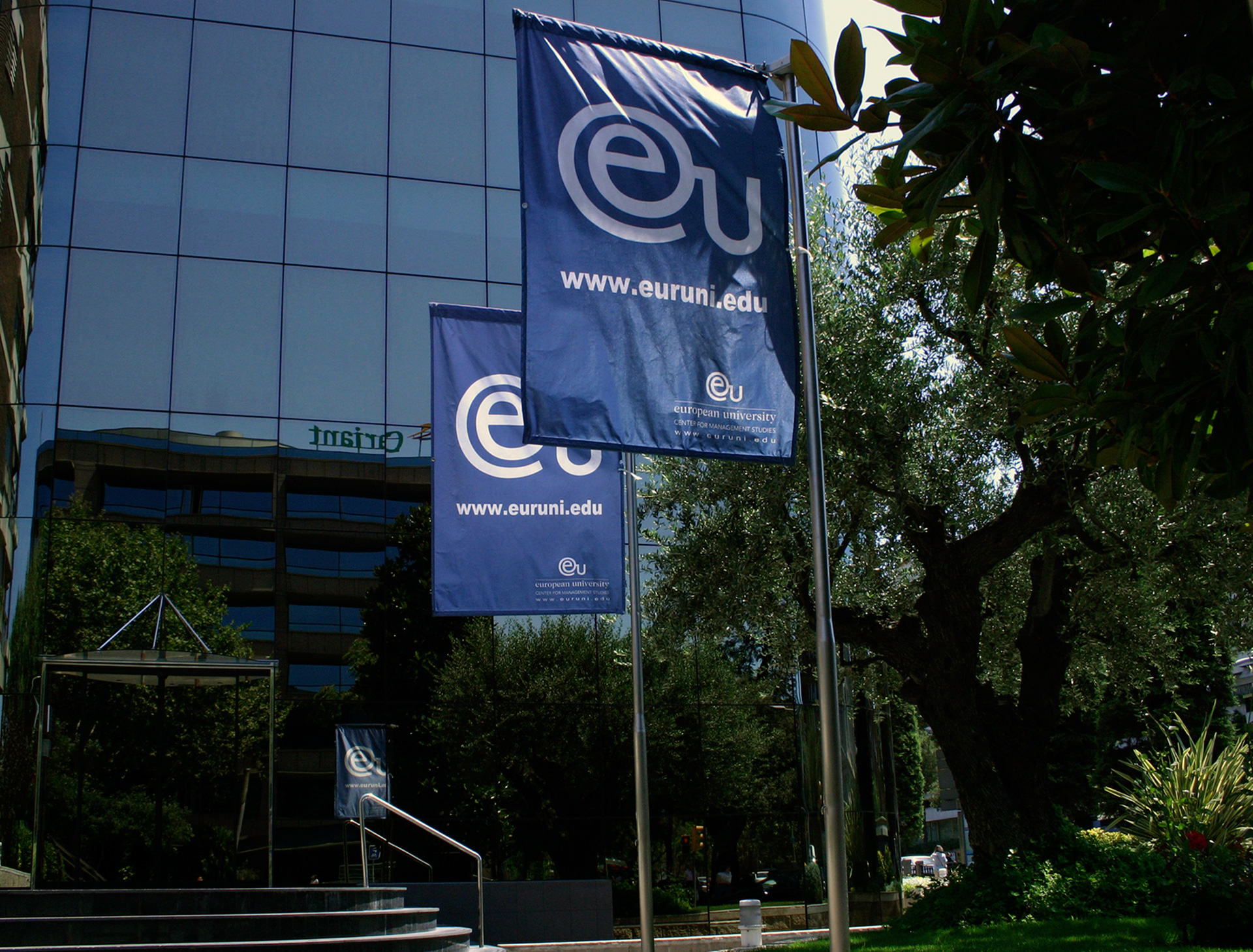
European University Barcelona

دوره‌های آموزشی کارشناسی و کارشناسی ارشد گرایش‌های گوناگونی شامل ارتباطات و روابط عمومی، تفریح و گردشگری، روابط بین‌الملل، مدیریت ورزشی، کسب و کار و پایداری، مدیریت کسب و کار و طراحی، مدیریت کسب و کار خانوادگی، تأمین مالی کسب و کار، رسانه‌های دیجیتال، مدیریت بازرگانی (MBA)، بازرگانی بین‌الملل، بازاریابی بین‌الملل، بانکداری جهانی و امور مالی، کارآفرینی، رهبری، تجارت الکترونیکی، منابع انسانی و مدیریت اعتبار را شامل می‌شود.
این دانشگاه برنامه‌های درسی مدیریت اجرایی (EBBA)، مدرک کارشناسی ارشد آنلاین در رشته تجارت بین‌الملل و برنامه دکتری در رشته مدیریت بازرگانی را نیز ارائه می‌کند.
دانشگاه اروپایی با همکاری کالج نیکولز در ماساچوست (آمریکا)، کالج چارلستون در کارولینای جنوبی (آمریکا) دانشگاه بین‌المللی شیناواترا در بانکوک (تایلند) دوره‌های آموزشی مشترک دو مدرکه ارائه می‌کند. این دانشگاه همچنین در سال ۲۰۱۳ از سوی سازمان تأیید صلاحیت مالزی (MQA) صلاحیت مشروط را برای همکاری با کالج جسلتون (مالزی) برای برگزاری دوره مشترک BBA کسب کرد. دانشگاه اروپایی دوره‌های مشترک را با دانشکده‌های بازرگانی در جنوب شرق آسیا و روسیه برگزار کرده و دانشجویان را به شرکت در دوره‌های آموزشی تبادلی تشویق می‌کند که در دانشکده‌های اسپانیا، سوئیس، آلمان، انگلیس، اتریش، قزاقستان، سوریه، تایوان، چین، مالزی و سنگاپور برگزار می‌شود.

## اعتبارسنجی

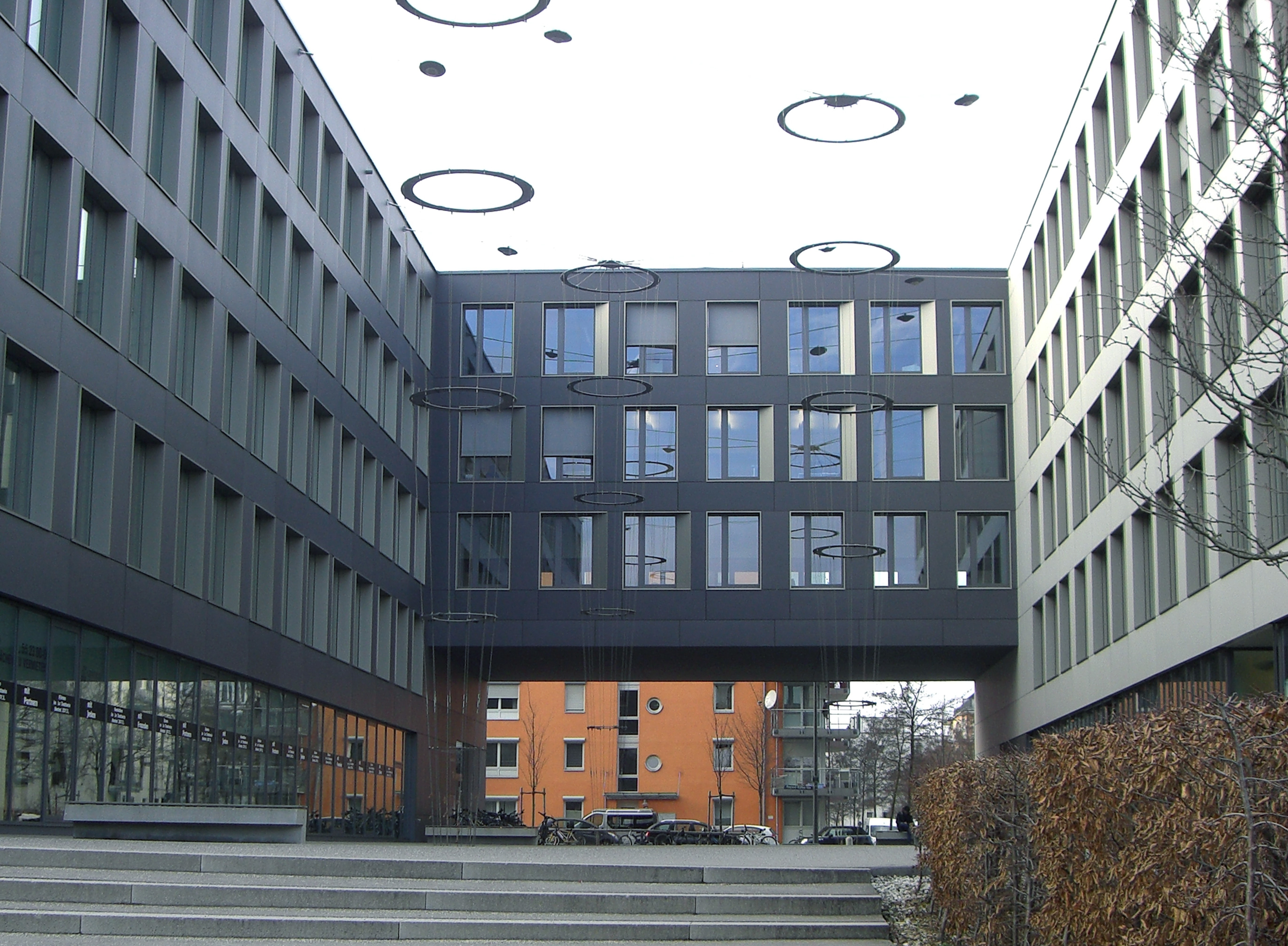
European University Munich

در دانشگاه کسب و کار اتحادیه اروپا می‌توان مدرک کارشناسی کسب و کار بین‌المللی و همچنین مدرک کارشناسی ارشد در زمینه مدیریت اجرایی و بین‌المللی به دست آورد که کلیه این مدارک از نظر دولت‌های بریتانیا و آلمان معتبر بوده و دارای امتیاز H+ (اعتبار دولتی) در آنابین (Anabin) می‌باشند.
ادر دانشگاه کسب و کار اتحادیه اروپا همچنین برنامه مشترکی با دانشگاه‌های معتبر دولتی نظیردانشگاه پیس (نیویورک) و کالج فیشر (بوستون) ارائه می‌شود که دانش جویان می‌توانند در آن در دو رشته متمایز مدرک کارشناسی اخذ کنند
دوره‌های آموزشی بازرگانی چهار دانشکده از سال ۲۰۰۹ از سوی شورای اعتباربخشی دانشکدهها و دورههای کسب وکار (ACBSP) تأیید اعتبار شده‌است.
همچنین دوره‌های آموزشی بازرگانی دانشگاه اروپایی در دانشکده‌های سوئیس از ماه مارس ۲۰۱۰ از سوی مجمع بین‌المللی آموزش کسب و کار دانشگاهی (IACBE) تأیید اعتبار شده‌است. برنامه‌هایی که تأیید اعتبار شده‌اند عبارت است از کارشناسی ارشدکارشناسی مدیریت بازرگانی (MBA) در ارتباطات و روابط عمومی، امور مالی بین‌الملل و تجارت بین‌الملل، کارشناسی مدیریت بازرگانی (BBA)، کارشناسی ارتباطات و روابط عمومی و کارشناسی روابط بین‌الملل.
در نوامبر 2014، دانشگاه کسب و کاراتحادیه اروپا موفق به دریافت گواهینامه از EduQuaشد، این گواهینامه به منزله تأیید کیفیت این دانشگاه در زمینه آموزش بزرگسالان و آموزش‌های عالی کشور سوئیس است.
دانشکده‌های دانشگاه اروپایی در سوئیس، اسپانیا و آلمان در ژانویه ۲۰۱۱ از سوی انجمن توسعه مدیریت اروپا شرق و مرکزی (CEEMAN) مدرک بین‌المللی تأیید اعتبار (IQA) را اخذ کردند. شد، در سال 2015 نیز، دانشگاه مذکور مجدداً موفق به تکرار این عنوان گردید.

## رتبه بندی

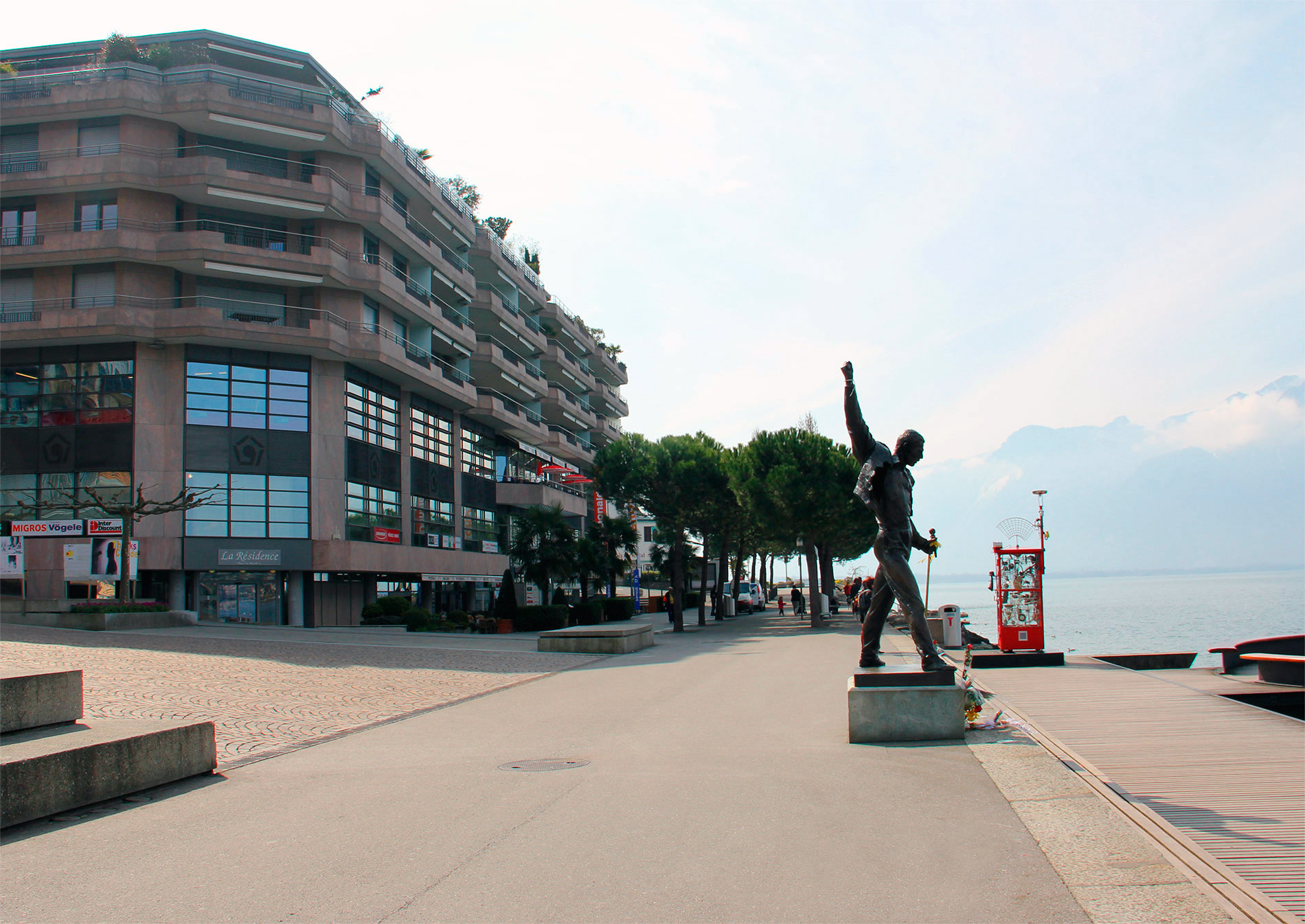
European University Montreux

### Quacquarelli SYMONDS
در سال 2015، دانشگاه کسب و کار اتحادیه اروپا اسپانیا در رتبه بندی Quacquarelli SYMONDS عنوان دوم را در میان 46 دانشگاه کسب کرد. این مورد به عنوان بهترین ROI برای برنامه‌های MBA اروپا لحاظ می‌شود. متوسط حقوق متعالی هر فرد پس از اتمام دوره کارشناسی ارشد در دانشگاه کسب و کار اتحادیه اروپا در اسپانیا، 138٪ است. این برنامه دومین و کمترین هزینه پرداختی با متوسط دوره بازپرداخت 23 ماهه است.
براساس گزارش QS Global 200 Business Schools Report به تاریخ 2013/14، دانشگاه کسب و کار اتحادیه اروپا به عنوان سومین مرکز سوئیس بوده و در رتبه بندی دانشگاهی پشت مراکزی نظیرIMD و دانشگاه سنت گالن قرار گرفته‌است.
در این رتبه بندی دورنمایی از دانشگاه‌های کسب و کار منتخب بیش از 2000 کارفرما ارائه می‌شود که شدیداً فارغ التحصیلان دوره‌های مدیریت اجرایی (MBA) را استخدام می‌کنند . در گزارش QS به تاریخ 2013/2014، دانشگاه‌های اتحادیه اروپا از اسپانیا، سوئیس، آلمان و در موقعیت 33 قرار گرفته‌اند.
در سال 2013، دانشگاه کسب و کار اتحادیه اروپا توانست در رتبه 8 لیست QS Top MBA در بخش زنان در Global 200 Business Schools قرار گیرد.
درگزارش QS سال 2011، دانشگاه‌های کسب و کار اتحادیه اروپا در کشورهای اسپانیا، سوئیس، آلمان در رتبه 39 قرار گرفتند.
در سال 2010، دانشگاه کسب و کار اتحادیه اتحادیه اروپا از اسپانیا در رتبه 52 فهرست 67 آیتمیQuacquarelli SYMONDS (QS) رتبه بندی دانشگاه‌های کسب و کار اروپا قرار گرفت.

### مدیر عامل مجله
در سال 2016، برنامه آنلاین MBA دانشگاه کسب و کار اتحادیه اروپا رتبه نخست رتبه بندی جهانی آنلاین را ازآن خود کرد. علاوه بر این، هر دو برنامه‌های MBA و EMBA به عنوان برنامه‌های تاپ اروپا انتخاب شدند.
در سال 2015، برنامه MBA دانشگاه اتحادیه اروپا در رتبه نخست مشترک فهرست 20 آیتمی Global Top قرار گرفت و برنامه MBA آنلاین رتبه یک، رتبه بندی جهانی آنلاین را ازآن خود کرد. در این میان، برنامه MBA دانشگاهی بخشی از ردیف بالا رتبه بندی MBA اروپا بود و MBA اجرایی، آن را در ردیف اول لیست جهانی قرار داد.
در سال 2013، مدیرعامل مجله انجمن فارغ التحصیلان بین‌المللی، دانشگاه کسب و کار اتحادیه اروپا را به عنوان دانشگاه نخست از نظر برخورداری از برنامه‌های مدیریت اجرایی در سطح اروپا و به عنوان دانشگاه دوم از نظر برخورداری از برنامه EMBA جهانی انتخاب کرد.

### دیگر رتبه بندی‌ها
در سال 2011، مجله سرمایه (Capital Magazine)، دانشگاه کسب و کار اتحادیه اروپا را به عنوان ششمین دانشگاه برتر جهان در بخش برخورداری از دانشجویان مونث انتخاب کرد.
در سال 2010، دانشگاه کسب و کار اتحادیه اروپا در میان 50 دانشگاه برتر مدیریت اجرایی از نظر برخورداری از محیط اجتماعی دوستانه بین‌المللی قرار گرفت.

## عضویت‌ها

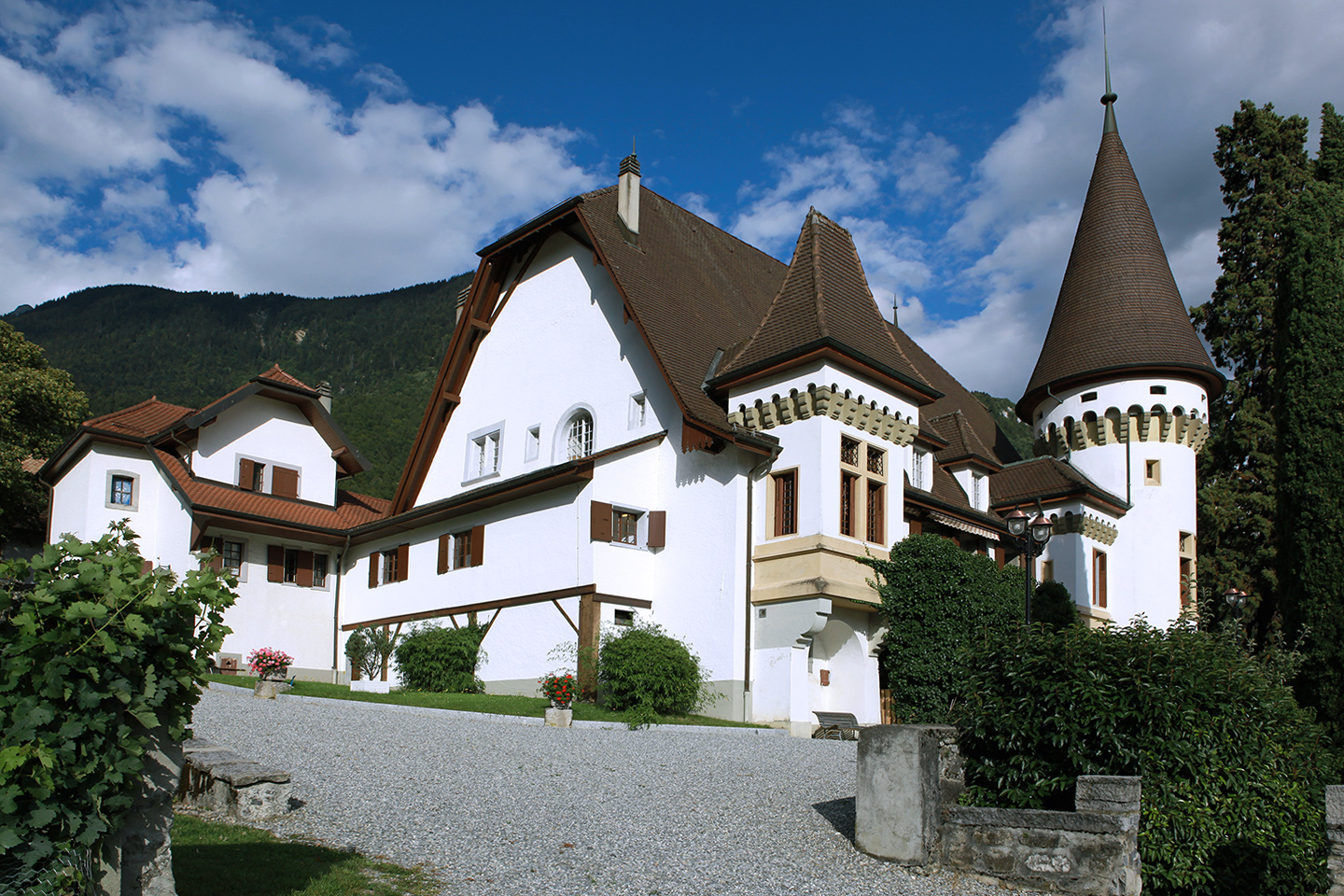
European University Yvorne

در ژانویه 2013، دانشگاه اتحادیه اروپا حامی اتاق بازرگانی، صنعت و خدمات ژنو شد.
دانشگاه اروپایی در سوئیس عضو فدراسیون دانشکدههای خصوصی سوئیس، انجمن دانشکدههای خصوصی ژنو و انجمن دانشکدههای خصوصی سوئیس در منطقه دریاچه ژنو است.
دانشگاه اروپایی در بارسلونا عضو انجمن دانشکده‌ها و دانشگاه‌های امریکایی‌های لاتین تبار است.
دانشگاه اروپایی عضو آکادمی کسب و کار در جامعه (EABIS)، شورای آموزش کسب و کار اروپا و بنیاد توسعه مدیریت اروپا است.

## دانشکده
دانشکده‌های دانشگاه اروپایی در ژنو، مونترو، مونیخ و بارسلونا واقع شده و در سراسر جهان موسسات آموزشی شریک دارد. برنامه درسی تمام دانشکده‌ها یکسان بوده و برای انتقال بهتر دانشجویان بین کشورهای مختلف به زبان انگلیسی تدریس می‌شود.

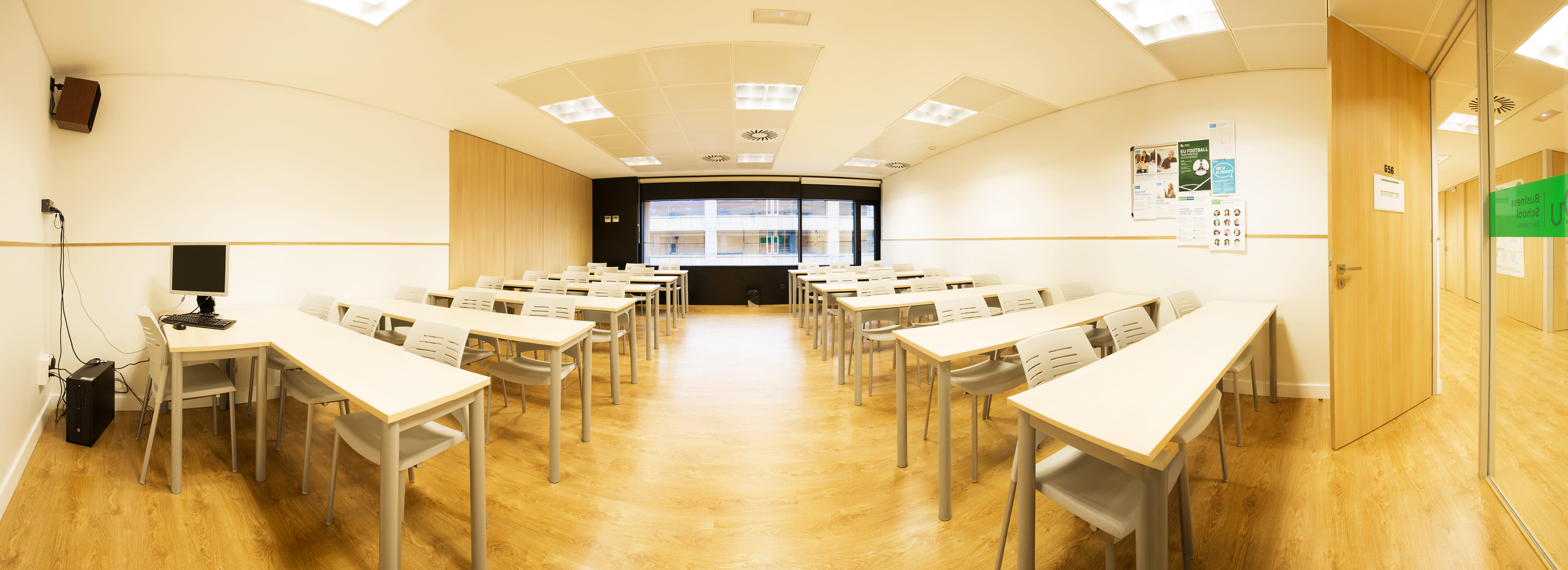
Classroom EU Business School Barcelona

دانشکده ژنو با دریاچه ژنو پنج دقیقه و با رشته کوه‌های آلپ واقع در مرز فرانسه و سوئیس تنها چند کیلومتر فاصله دارد. دفاتر سازمان ملل و سازمان تجارت جهانی در ژنو واقع شده‌است. این دانشکده همچنین از اینترنت WiFi و مرکز رایانه و کتابخانه برخوردار است.
دانشکده مونترو در مرکز شهر واقع شده‌است. این شهر بیشتر به فستیوال موسیقی جاز خود مشهور است. این دانشکده از شبکه WiFi و مرکز رایانه برخوردار است.
دانشکده مونیخ در نزدیکی مرکز شهر باواریا، پایتخت منطقه آلمان جنوبی واقع شده‌است. دوره‌های آموزشی با استفاده از امکانات پیشرفته تدریس می‌شود. اینترنت WiFi و مراکز رایانه با دسترسی مستقیم به ProQuest دراختیار دانشجویان است.

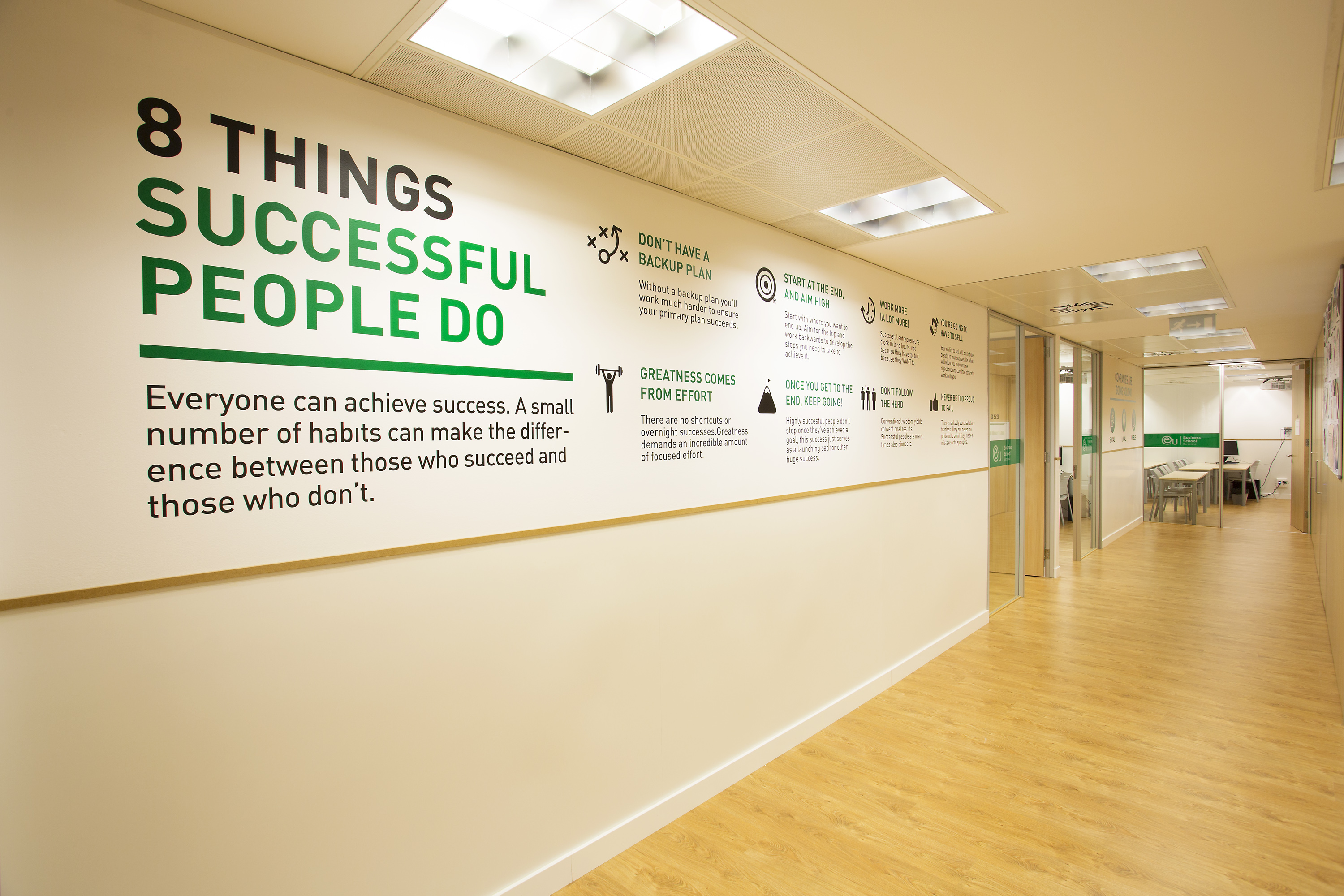
Corridor EU Business School Barcelona

دانشکده بارسلونا در لابونانووا و در فاصله ده دقیقه‌ای از مرکز شهر واقع شده‌است. تمام کلاس‌های این دانشکده به تخته‌های هوشمند مجهز است، دانشکده به اینترنت WiFi، مراکز رایانه و کتابخانه الکترونیکی ProQuest مجهز است.

## پایداری
دانشگاه اروپایی در مونترو امضاکننده اصول آموزش مدیریت مسئولانه (PRME) است؛ طرحی که از سوی سازمان ملل پشتیبانی شده و هدف آن توسعه آموزش مدیریت مسئولانه، تحقیقات و رهبری فکر است.
دانشگاه اروپایی یکی از اعضای شورای مدیریت دانشکدههای آمریکای لاتین است. این دانشگاه با همکاری سازمان بینالمللی کار دوره‌هایی همراه با صدور گواهی مسئولیت اجتماعی سازمانی ارائه می‌کند.
سازمان صلیب سبز بینالمللی در سال ۲۰۱۴ عنوان جایزه پایداری را از سوی دانشگاه اروپایی کسب کرد.
دانشگاه اروپایی در سال ۲۰۱۲ دوره آموزشی مدیریت پایدار در مقطع کارشناسی را ارائه کرد.

## مدارک افتخاری
دکتر آر سیتارامان (R. Seetharaman) مدیر عامل بانک دوحه در تاریخ ۲۵ ژوئن ۲۰۱۴ مدرک دکترای خود را از دانشگاه اروپایی در رشته راهبری بین‌الملل اخذ کرد. دولف اوگی (Dölf Ogi) رئیس جمهور سابق سوئیس نیز مدرک مشابهی را از دانشگاه اروپایی اخذ نمود و از سوی دانشگاه برای معرفی نسخه انگلیسی کتاب خود با عنوان «دولف اوگی: سیاستمدار و ورزشکار» دعوت شد.
نیک هایِک جونیور (Nick Hayek Jr)، ژرارد دوبوا (Gerard Dubois)، دکتر آبل گیوزویچ آگانبگیان (Abel Gyozevich Aganbegyan)، الکساندر وینوکوروف (Alexander Vinokourov) و استیو گردا (Steve Guerdat) چند تن از افراد سرشناس دیگری هستند که موفق به کسب این مدرک شده‌اند.
در 27 ژوئن 2015، به برایان کوکسان، مدرک دکترای افتخاری قوانین مدنی، در دانشگاه کسب و کار اتحادیه اروپا اهدا شد.

## برنامه‌های بازاریابی
دانشگاه اروپایی شریک آموزشی پروژه شبکه کسب و کار کروسرو (CBN) است. CBN ترکیبی از آموزش، سرگرمی و ارتباطات تحت شبکه است.
دانشگاه اروپایی در سال ۲۰۱۳ جایزه مسئولیت اجتماعی شرکتی را به بنیاد «برآوردن یک آرزو» (Make-A-Wish) در اسپانیا اهدا کرد. این جایزه در سال ۲۰۱۲ به بنیاد اف سی بارسلونا اهدا شده بود.
دانشگاه اروپایی در دسامبر ۲۰۱۳ با مشارکت دولت منطقه‌ای سریا سان ژروازی در بارسلونا رویدادی را برای استقبال از دانشجویان ترتیب داد.
دانشگاه اروپایی در ماه ژوئیه ۲۰۱۴ رویدادی را در TEDxBarcelona با عنوان جهان نو (New World) برگزار کرد که در آن ۸ سخنران مهمان دیدگاه‌های خود را درباره آینده جامعه، معماری، پزشکی و فناوری تشریح کردند.
مارک گوئررو (Mark Guerrero) استاد مسائل بینافرهنگی دانشگاه اروپایی و عضو همگرایی دموکراتیک کاتالونیا و نایب رئیس اتحاد لیبرالها و دموکراتها برای اروپا در دسامبر سال ۲۰۱۳ کتابی را با عنوان «راهاندازی دوباره اروپا» (Rebooting Europe) منتشر کرد. این کتاب رسالهای مثبت اندیشانه در رابطه با آینده اروپاست. در این کتاب بحث می‌شود که جامعه اروپا چگونه بین ارزش‌های گذشته و تردیدهای آینده گرفتار شده‌است.
دانشگاه کسب و کار اتحادیه اروپا بخشی از«همکاران استثنایی» ( "Atypical Partners") جشنواره جاز مونترو است.
در ژانویه 2015، دانشگاه کسب و کار اتحادیه اروپا میزبان Swiss Economic Forum Kick-off Romandie Event در Yvorne بود.